# Five Get Over Excited
Five Get Over Excited é uma canção do The Housemartins lançada como um single de seu álbum The People Who Grinned Themselves to Death.
A continuação do seu #1 hit no Reino Unido "Caravan of Love" (embora tenha sido precedido pelo lançamento nos Estados Unidos apenas de "Flag Day"), que alcançou a posição #11 no UK Singles Chart, em junho de 1987.
Apesar de ter sido o primeiro single sem o baterista Hugh Whitaker, que deixou a banda antes que esta canção e álbum foi gravado, Whitaker aparece no vídeo da música para a trilha, onde ele é seqüestrado por um novo baterista, Dave Hemingway.
O escritor e músico Rikki Rooksby observa que o título da faixa é "anti-hiperbólica" é "positivamente revolucionária, como o uso da hipérbole em letras pop é generalizada, mas nunca admitiu. Em 2007, o Manchester Evening News descreveu o acordo como "uma outra batida corking gráfico que se destaca como um farol, entre a escória da década de 1980."

## 7 polegadas anúncio de faixa única
- "Five Get Over Excited"
- "Rebel Without The Airplay"

## 12 polegadas/cassete lista de única faixa
- "Five Get Over Excited"
- "So Glad"
- "Hopelessly Devoted To Them"
- "Rebel Without The Airplay"